# ヨハンナ・クヴァント

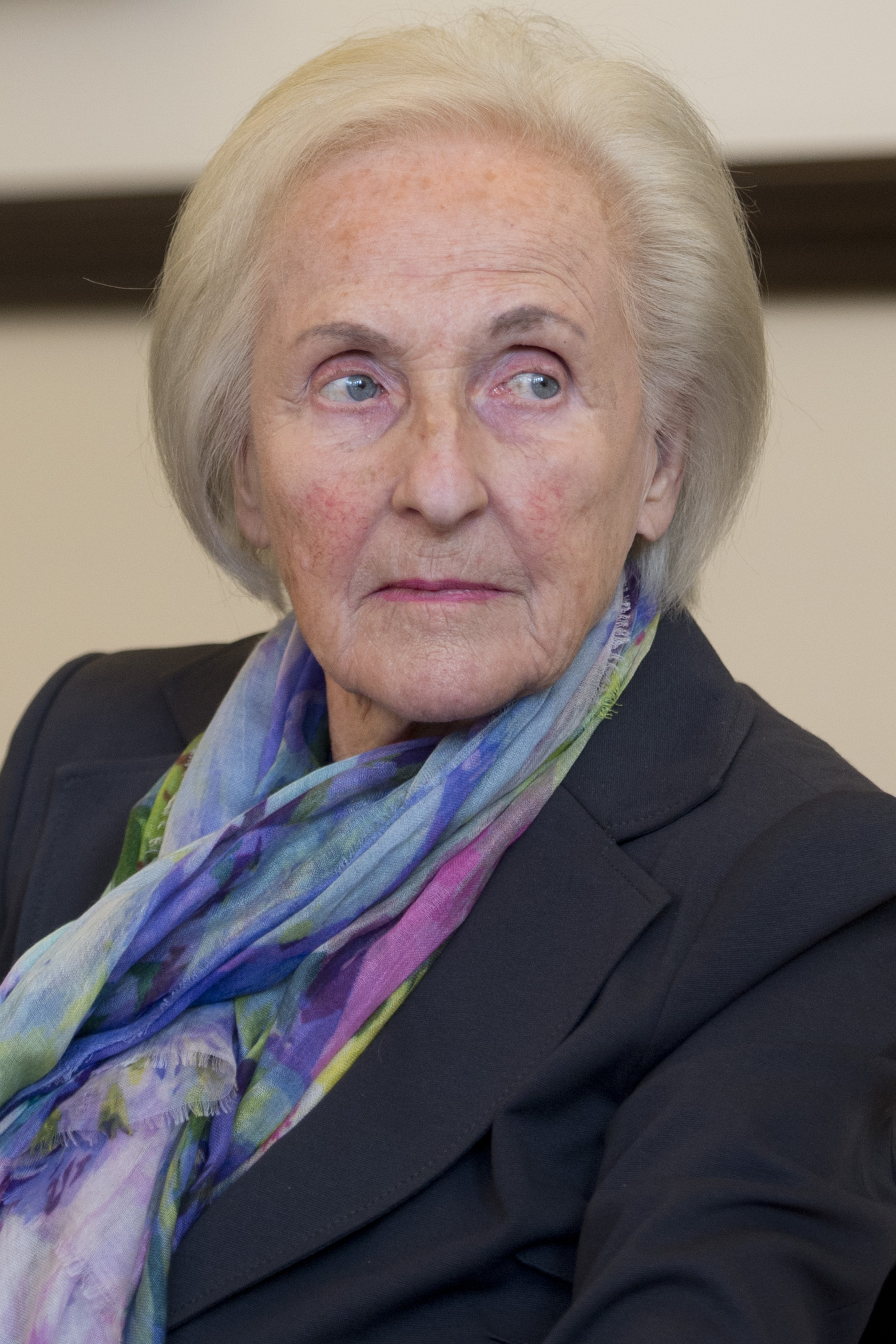
2012

ヨハンナ・クヴァント（Johanna Quandt、1926年7月21日 - 2015年8月3日）は、ドイツの実業家であり、大富豪である。倒産の危機にあったBMWを救済したヘルベルト・クヴァントの妻であり、BMWの特別顧問を務めた。

## 概要
実業家ヘルベルト・クヴァントの秘書を永く務めた後、クヴァントの3度目の妻となる。1997年まで、BMW顧問会のメンバー。現在も同社株の16.7%を所有する大株主である。フォーブス誌による2007年度世界長者番付の67位。ドイツ・ヘッセン州に在住。

## クヴァント家
現在、ドイツの長者番付100位に名を連ねる同家の人物は8名にも達する。ヨハンナのほか、息子シュテファン・クヴァントと娘ズザンネ・クラッテンは経済誌フォーブスが発表する世界長者番付の常連でもある。
一方で一族は取材などをほとんど受け付けず、その詳細は謎に包まれている。

### ナチス時代の悪行
ヨハンナの義父ギュンター・クヴァントはナチスとの親交を深めた。同党を支援するとともに強制収容所から徴用した労働者を自身の工場で酷使して富を築いた。工場における強制労働の内容は過酷で、毎月80名以上の労働者が死亡したという。
しかしながらドイツ敗戦の1945年以降、同家はナチス時代の強制徴用と強制労働の事実を認めず、生存者からの賠償請求も受け付けなかったと批判されている。
ドイツ国営放送は2007年10月1日、同家が過去に行った上述の悪行とナチスへの政権援助を暴き、その後の責任逃れを追及するドキュメンタリー番組を放送した。放送は予告なしに行われ（同家による妨害を避けるためと思われている）、大きな反響を呼んだ。